# Punta Batorampon
Punta Batorampon es el punto más occidental de la isla de Mindanao en las Filipinas y ha sido llamado así desde la mitad del siglo XIX. El rocoso acantilado, que se encuentra dentro de los límites de la ciudad de Zamboanga, se conocía anteriormente como Punta de Batalampon, convirtiéndose en Punta de Batorampon en la década de 1940. El cabo se encuentra justo al norte de Labuan, a unos 35 kilómetros (22 millas) del centro de la ciudad de Zamboanga.